# Великий вибух

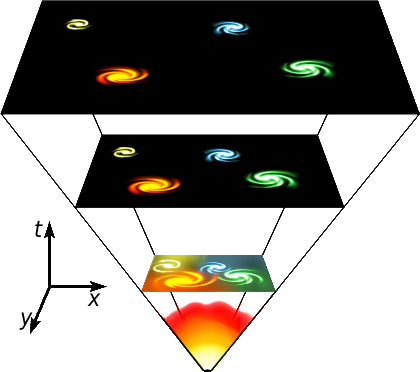
Великий Вибух та поступове розширення простору

Вели́кий ви́бух (англ. Big Bang Theory) — фізико-космологічна теорія про ранню стадію еволюції Всесвіту з надзвичайно щільного та гарячого стану, який існував приблизно 13,8 мільярда років тому. Теорія ґрунтується на екстраполяції в минуле факту розбігання галактик за законом Габбла — Леметра та на моделі Всесвіту, запропонованій Георгієм Гамовим. Жорж Леметр, астроном і католицький священник, зазначив першим у 1927 р., що всесвіт, що розширюється, можна прослідкувати в часі до початкової точки, яку він назвав «первісним атомом». Едвін Габбл у 1929 році шляхом аналізу червоних зсувів у спектрі галактик підтвердив розрахунки, отримані Леметром, що галактики дійсно віддаляються, і це важливе свідчення спостережень для теорії Всесвіту, що розширюється.

## Трактування терміна
Зазвичай тепер автоматично поєднують теорію Великого вибуху та модель гарячого Всесвіту, але ці концепції незалежні й історично існувало також уявлення про холодний початок Всесвіту поблизу Великого вибуху. Саме поєднання теорії Великого вибуху з теорією гарячого Всесвіту, що підкріплюється існуванням реліктового випромінювання, і розглядається далі.

## Особливості моделей
Моделі Великого вибуху надають всеосяжне пояснення багатьох спостережуваних явищ, таких як співвідношення легких елементів, космічне мікрохвильове фонове випромінювання (КМФВ), велика структура Всесвіту та закон Габбла — Леметра. Ці моделі базуються на двох основних припущеннях: універсальності фізичних законів і космологічному принципі. Універсальність фізичних законів є основою теорії відносності. Космологічний принцип стверджує, що на великих масштабах Всесвіт однорідний і однаковий у всіх напрямках, незалежно від того, де ми знаходимося.
Ці ідеї спочатку були прийняті як постулати, але пізніше було проведено перевірку кожного з них. Наприклад, перше припущення було підтверджено спостереженнями, які показали, що найбільша зміна сталої тонкої структури протягом більшої частини віку Всесвіту не перевищує {\displaystyle 10^{-5}}. Також загальна теорія відносності була ретельно перевірена на масштабах Сонячної системи та подвійних зір.
Великомасштабний Всесвіт виглядає ізотропним, якщо його спостерігати з Землі. Якщо він справді ізотропний, то космологічний принцип може бути виведений з більш простого принципу Коперника, який стверджує, що немає особливих спостерігачів або точок зору. З цією метою космологічний принцип був підтверджений на рівні {\displaystyle 10^{-5}} за допомогою спостережень температури КМФВ. На масштабі горизонту КМФВ Всесвіт був виміряний як однорідний з верхньою межею порядка 10% неоднорідності станом на 1995 рік.

### Горизонти
Важливою особливістю простору-часу після Великого вибуху є наявність горизонту частинок. Оскільки Всесвіт має обмежений вік і світло рухається з певною швидкістю, деякі події в минулому можуть бути такими, чиє світло ще не встигло дістатися до Землі. Це створює обмеження, або так званий "позаминулий горизонт", на найбільш віддалені об'єкти, які ми можемо спостерігати. З іншого боку, оскільки простір розширюється, а більш віддалені об'єкти віддаляються все швидше, світло, яке ми випромінюємо сьогодні, може ніколи не досягти дуже віддалених об'єктів. Це визначає "горизонт майбутнього", який обмежує події в майбутньому, на які ми зможемо впливати. Наявність цих горизонтів залежить від точних характеристик метрики Фрідмана-Леметра-Робертсона-Уокера (FLRW), яка описує розширення Всесвіту. 

### Термалізація
Уявіть собі, що частинки повинні постійно взаємодіяти, щоб залишатися в термодинамічній рівновазі. Якщо частинки занадто швидко віддаляються одна від одної через розширення простору, вони не встигають обмінюватися енергією та досягти рівноваги, що і є термалізацією. Щоб зрозуміти, чи досягнув певний процес у ранньому Всесвіті рівноваги, використовують параметр, який визначає співвідношення між швидкістю цього процесу (зазвичай це швидкість зіткнень частинок) та параметром Габбла. Параметр Габбла описує, наскільки швидко розширюється Всесвіт. Чим більше це співвідношення, тим більше часу мали частинки для того, щоб привести себе до рівноваги, поки вони не розійшлися занадто далеко один від одного.

## Теоретичні положення й імплікації
Екстраполяція астрономічних спостережень у минуле вказує на те, що Всесвіт розширився з початкового стану, в якому вся матерія та енергія мали величезну температуру та густину. Фізики не мають єдиного погляду на те, що саме передувало початковому станові. Однією з можливих гіпотез є гравітаційна сингулярність.
Термін «великий вибух» у вузькому сенсі вживається для позначення моменту в часі, коли почалося розширення відомого нам Всесвіту, — за підрахунками, це сталося близько 13,7 мільярда років тому. У ширшому сенсі «великим вибухом» називають космологічну парадигму, що пояснює як розширення Всесвіту, так і склад та утворення первісної матерії за допомогою нуклеосинтезу.
Одним з наслідків «великого вибуху» є те, що умови сьогоднішнього Всесвіту відрізняються від умов у минулому й майбутньому. На підставі цієї моделі 1948 року Джордж Гамов якісно спрогнозував існування космічної мікрохвильової фонової радіації, яку невдовзі (у шістдесятих роках XX століття) було виявлено і яка стала підтвердженням теорії «Великого вибуху» на противагу теорії стаціонарного всесвіту.
Пояснюючи чимало результатів астрономічних спостережень, теорія «великого вибуху» не дає відповіді на всі запитання, пов'язані з еволюцією Всесвіту: вона незавершена і, безумовно, розвиватиметься надалі.

Склад Всесвіту згідно з моделлю Лямбда-CDM

## Історія

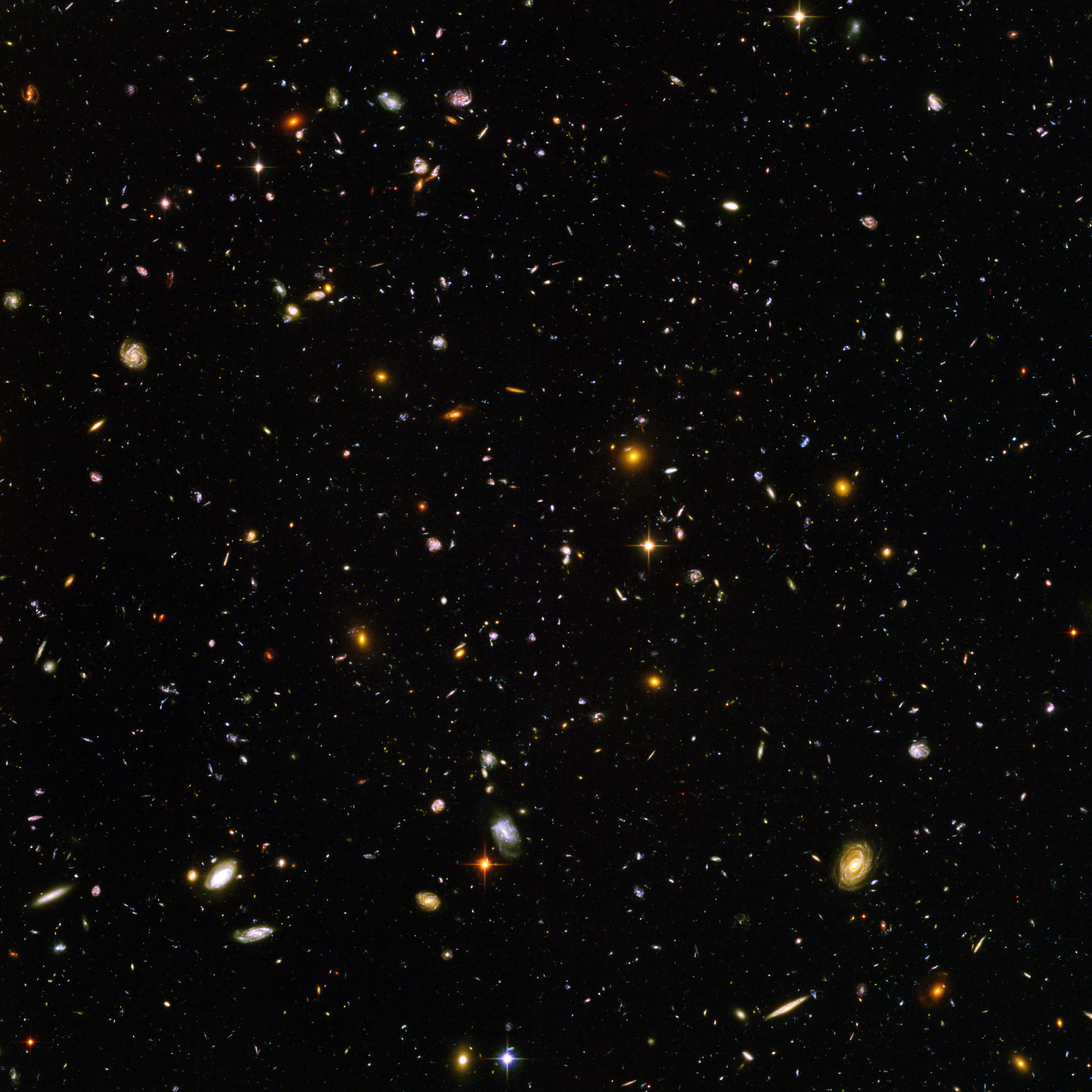
Hubble Ultra Deep Field являє зображення галактик з ери, коли Всесвіт був молодшим, щільнішим та гарячішим згідно з теорією Великого вибуху.

Теорію зародження й еволюції Всесвіту, яку сьогодні називають «теорією великого вибуху», запропонував 1931 року бельгійський абат і астроном Жорж Леметр. Знаючи про розбігання галактик, про що свідчили спостереження Едвіна Габбла та, незалежно отримавши рівняння Фрідмана, Леметр припустив, що розбігання галактик можна екстраполювати в минуле, звівши все до єдиної точки, яку абат називав «первинним атомом».
Назву «великий вибух» теорії дав у виступі на радіо її противник Фред Гойл: «big bang» означає англійською мовою радше «великий бах» — саме так Гойл зневажливо схарактеризував гіпотезу Леметра. Однак вислів набув усталеності та втратив початкове негативне забарвлення.

## Вихідні положення
Теорія Великого вибуху виходить із гіпотези однаковості законів фізики в усьому Всесвіті, а також із космологічного принципу, за яким Всесвіт однорідний та ізотропний. Припущення однорідності Всесвіту може викликати подив, оскільки речовина в ньому зосереджена в зірках, де її густина дуже велика порівняно з міжзоряним простором, однак космологія розглядає Всесвіт у такому масштабі, в якому можна знехтувати окремими неоднорідностями та вважати, що матерія розподілена доволі однорідно.
Великий вибух не є вибухом у звичайному розумінні слова. Він не відбувся в якійсь певній точці простору: впродовж усієї еволюції, від моменту народження Всесвіт залишався, згідно з теорією, однорідним і безмежним, водночас розширюючись у всіх напрямках.

## Хронологія великого вибуху

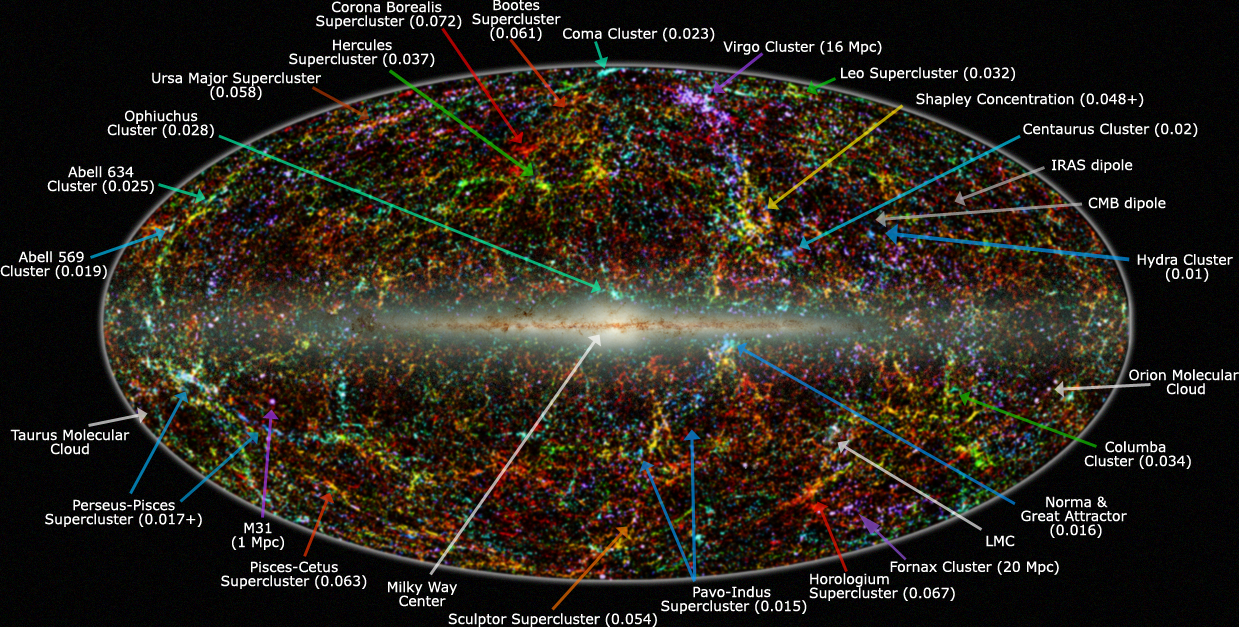
Панорамне зображення неба в інфрачервоному діапазоні показує розподіл галактик за межами Чумацького Шляху. Галактики позначено кольором відповідно до їх червоного зсуву.

### Планківська епоха
Про початковий стан Всесвіту в момент Великого вибуху мало що відомо. Екстраполяція стану Всесвіту в минуле передбачає існування моменту, при якому матерія мала нескінченну густину і температуру, а будь-які точки простору були нескінченно близькими одна до одної. Проте така екстраполяція спирається на відомі нам закони фізики, тоді як за деяким критичним порогом енергій ці закони перестають бути застосовуваними — загальна теорія відносності не здатна описати сингулярність, так само як Ньютонівська механіка перестає діяти при великих швидкостях. Такі екстраординарні умови існували у період від початкової сингулярності до 10−43 с після великого вибуху. Цей період має назву планківська епоха через те, що порядок величин, які визначали умови Всесвіту, зіставний з планківськими величинами — Всесвіт мав планківську густину та планківську температуру, сама епоха тривала планківський час, тощо.
У цей час усі фундаментальні взаємодії були об'єднані в одну. Масштаби процесів, що в той час визначали динаміку Всесвіту, були порівнянні з квантовими флуктуаціями простору-часу, тобто Всесвіт перебував у стані квантового хаосу, тому сама концепція часу в цей період не є достатньо придатною й чіткою (ймовірно, в рамках таких дрібних періодів часу, поняття «до» і «після» втрачають сенс). Квантова теорія гравітації, коли вона буде побудована, дозволить краще описати цей період.

### Епоха великого об'єднання
Ця епоха почалася тоді, коли температура Всесвіту впала нижче 1027 кельвінів, і гравітація відокремилася від інших фундаментальних взаємодій. Наразі існує кілька теорій великого об'єднання, що мають описувати умови цього періоду часу, проте жодна із цих теорій не є підтвердженою й загальноприйнятною, тому в описі цієї епохи досі є багато білих плям.
Ймовірно, в цей період виникли перші частинки й античастинки.
Ця епоха тривала приблизно 10−36 секунд. Під час неї Всесвіт був заповнений найбільш елементарними частинками — кварками, лептонами та векторними бозонами. Усі ці частинки не мали маси, аромату, електричного та колірного заряду, а лептонне та баріонне число не зберігалося. Частинки активно взаємодіяли між собою як шляхом сили Великого об'єднання (носіями якої є X та Y бозони), так і гравітації.
Кінець епохи настав після відокремлення сильної взаємодії від електрослабкої. Це відокремлення, як і відокремлення гравітації, сталося завдяки механізму спонтанного порушення симетрії. Після відокремлення X та Y бозони набули великої маси (до 1015 ГеВ), і швидко розпалися. Інші частинки лишалися безмасовими, аж до розділення слабкої та електромагнітної взаємодії.

### Епоха космічної інфляції
Однією з космологічних проблем є надзвичайна ізотропність Всесвіту. Точки простору, що зараз перебувають на протилежних кінцях видимого Всесвіту, в кінці планківської епохи мали б перебувати на відстані 10−3 см. Але за планківський час світло може здолати лише 10−36 сантиметрів, тобто, ці ділянки не могли впливати одна на одну, і між ними не могла встановитися термодинамічна рівновага. Однак, виміри показують, що умови на протилежних кінцях Всесвіту майже однакові з високою точністю. Тому, за сучасними уявленнями, після епохи великого об'єднання, настав період експоненційного росту Всесвіту. Упродовж цієї епохи, Всесвіт розширився принаймні в 1026 разів, і в результаті, весь наш видимий Всесвіт утворився з одного причинно-зв'язного об'єму простору.
Також, інфляційна модель вирішує проблему пласкості простору Всесвіту: за космологічними рівняннями динаміки, відношення густини Всесвіту до критичної (що визначає викривлення простору) з часом віддаляється від одиниці. Але це означає, що у ранні епохи Всесвіт мав бути пласким з дуже високою точністю. Інфляційна модель передбачає, що будь-яке викривлення Всесвіту, що існувало до неї, розгладжується майже до нуля.
Третя проблема, що її вирішує ця модель, це проблема первісних флуктуацій, що дали початок утворенню скупчень галактик, а пізніше, галактик і зір, тобто всесвіту в тому вигляді, який нам відомий. Гравітаційна нестійкість пояснює поділ великих хмар газу на менші, й далі, аж до зір. Проте початковий стан нескінченного Всесвіту, рівномірно заповненого газом, таким чином не поділяється. Потрібні початкові збурення космологічних масштабів, щоб еволюція Всесвіту відбувалася так, як ми це спостерігаємо. За теорією інфляції, такими збуреннями були квантові флуктуації, що існували у вируючому хаосі простору-часу раннього Всесвіту, що збільшилися в багато разів і стали первісними космологічними флуктуаціями.
Під час інфляційної епохи Всесвіт розширювався експоненційно, тобто R(t)=eH(t)t, де H(t) — стала Габбла тої пори (її значення було дуже великим, від 1036 до 1042), тоді як після завершення епохи розширення завжди відбувалося за степеневим законом R(t)=ta. Швидкість розширення значно перевищувала швидкість світла, однак, це не порушує теорію відносності, бо розширення не пов'язане з рухом матерії, а є розширенням власне простору. Це розширення передбачає існування спеціального поля, що називається «інфлатонним». Цей період описується рівнянням стану p=-ε, тобто, для нього є характерним від'ємний тиск і велика густина вакууму.
Наприкінці цієї епохи розмір видимого Всесвіту становив близько 10 сантиметрів. Усі частинки, що існували до початку епохи, були розведені на астрономічні відстані, що пояснює відсутність у сучасних спостереженнях таких екзотичних, але стабільних частинок, як магнітний монополь. Завершення епохи супроводжувалося фазовим переходом вакууму, що мав дуже велику густину (його іноді називають фальшивим вакуумом), у сучасний стан, із густиною порядку 10−29 г/см3. Енергія, що була запасена в інфлатонному полі, перейшла в енергію пар частинок-античастинок, що й утворили всю ту матерію, що ми спостерігаємо.

### Електрослабка епоха
Під час цієї епохи електрична та слабка взаємодії ще не розділилися, тому частинки ще не мали маси.
Під час цієї епохи відбувся важливий для подальшого життя Всесвіту процес, що називається баріогенезис. В результаті деяких реакцій симетрія між баріонами і антибаріонами порушилася — на кожні десять мільярдів баріон-антибаріонних пар став припадати один зайвий баріон. Пізніше, коли кварк-глюонна плазма охолола до температур, при яких кварки змогли утворювати частинки, ця асиметрія спричинила сучасний вигляд Всесвіту — пари частинок-античастинок анігілювали з утворенням фотонів, а зайві частинки утворили усю баріонну матерію, що ми спостерігаємо навколо.
Схожі процеси відбулися в період близько однієї секунди після Великого Вибуху, і призвели до утворення лептонів (лептогенезис). Сучасні теорії пов'язують лептогенезис з розпадом стерильних майоранівських нейтрино, що порушують закон збереження лептонного числа.
Починаючи з кінця цієї епохи, стан Всесвіту добре описується законами фізики високих енергій, відомих зараз.

### Епоха первинного нуклеосинтезу
Через 1 секунду після вибуху температура у Всесвіті знизилася нижче мільярда Кельвінів, і фотони перестали розбивати ядра дейтерію, що утворювалися. З цього почалася епоха первинного нуклеосинтезу, що тривала близько 200 секунд. Саме в цей період розподіл елементів став таким, який ми можемо спостерігати зараз:
- Водень — 75 % атомів,
- Гелій-4 — 25 % атомів,
- Гелій-3 — 3×10−4 % атомів,
- Дейтерій — 5×10−5 % атомів,
- Літій-7 — 5×10−10 % атомів.

Більш важкі елементи не утворювалися в цьому процесі, через відсутність стабільних елементів з масами 5 і 8.
Хоча гелій і більш важкі елементи утворюються впродовж всього життя Всесвіту, це співвідношення за останні мільярди років майже не змінилося.

### Епоха первісної рекомбінації
Приблизно через 380 тисяч років після Великого Вибуху температура знизилася до 3000 Кельвінів. За такої температури стало можливим стабільне існування нейтральних атомів водню. Плазма, якою до того був заповнений Всесвіт, досить швидко перетворилася на нейтральний газ, прозорий для випромінювання. Момент цього переходу називають моментом останнього розсіяння. Фотони, які в цей час відірвалися від матерії, продовжують існувати й досі, і спостерігаються у вигляді реліктового випромінювання. З моменту останнього розсіяння будь-який спостерігач у Всесвіті бачить себе в бульбашці, яка розширюється зі швидкістю світла, а стінки бульбашки випромінюють світло. Ця бульбашка має назву поверхня останнього розсіяння. 
За мільярди років довжина хвилі реліктового випромінювання внаслідок розширення Всесвіту збільшилася, а його колірна температура зменшилася з 3000 К до 2,73 К.

### Темні віки
Темними віками називається період, що тривав від 380 тисяч до 550 мільйонів років після Великого Вибуху. У цю епоху перші зорі ще не утворилися, але матерія охолола настільки, що перестала випромінювати світло — через відсутність джерел світла ця епоха й отримала назву. Всесвіт у ці часи був заповнений воднем, гелієм, реліктовим випромінюванням і випромінюванням атомарного водню.

### Реіонізація
Поступово в однорідному газі нейтральної речовини почали утворюватися газові туманності, а пізніше — галактики та окремі зорі.
Інтенсивне жорстке ультрафіолетове випромінювання від масивних перших зір у новоутворених галактиках призвело до реіонізації Всесвіту — повернення речовини міжгалактичного простору до стану плазми.

## Майбутнє
Є кілька сценаріїв еволюції Всесвіту в майбутньому залежно від його параметрів, зокрема густини. Проблема передбачення майбутнього ускладнюється тим, що результати спостережень останніх десятиліть не зовсім вкладаються в стандартну модель Великого вибуху. Пояснення цих явищ, зокрема плоскої форми Всесвіту, прискорення його розширення тощо, можна дати, ввівши додаткові параметри в теорію, припустивши, що у Всесвіті, крім звичайної матерії частинок та античастинок, існує так звана темна матерія, до того ж її навіть більше, ніж звичайної, а також що існує так звана темна енергія.
До цих модифікацій вважалося, що за достатньої густини речовини у Всесвіті розширення припиниться і він почне стискатися й розігріватися — процес рушить у зворотному напрямку. При недостатній густині Всесвіт продовжуватиме розширюватися із дедалі меншою швидкістю.

## Свідчення на користь теорії Великого вибуху

Дані спектрометра FIRAS обсерваторії COBE, що показують чітку кореляцію виміряного спектру реліктового випромінювання з моделлю абсолютно чорного тіла, що передбачається теорією Великого вибуху

Теорія Великого вибуху спирається на «чотири експериментальні стовпи»:
1. Розбігання галактик за законом Габбла, яке вимірюється на основі червоного зсуву спектральних ліній внаслідок ефекту Доплера.
2. Наявність реліктового випромінювання з високим ступенем ізотропності та спектром абсолютно чорного тіла.
3. Поширеність хімічних елементів у Всесвіті з перевагою легких елементів: гідрогену та гелію.
4. Великомасштабна структура Всесвіту та еволюція галактик, про що свідчать астрономічні спостереження.

## Критика теорії
Крім теорії Розширення Всесвіту була також теорія, що Всесвіт є стаціонарним, тобто не еволюціонує та не має ні початку, ні кінця в часі. Частина прихильників такої точки зору відкидають розширення Всесвіту, а червоне зміщення пояснюють гіпотезою про «старіння» світла. Однак, як з'ясувалося, ця гіпотеза суперечить спостереженням, наприклад, спостерігається залежність тривалості спалахів наднових від відстані до них. Інший варіант, що не заперечує розширення Всесвіту, представлений теорією стаціонарного Всесвіту Ф. Гойла. Вона також погано узгоджується зі спостереженнями.
У деяких теоріях інфляції (наприклад, вічної інфляції) наша картина Великого вибуху, яку ми здатні спостерігати, відповідає ситуації лише в частині Всесвіту, яку ми можемо спостерігати (Метагалактиці), але не однакова для всього Всесвіту.
Крім того, у теорії Великого вибуху не розглядається питання про причини виникнення сингулярності, або матерії та енергії для її виникнення, зазвичай просто постулюється її безпочатковість. Вважається, що відповідь на питання про існування та походження початкової сингулярності має дати теорія квантової гравітації.
Є також певне число зафіксованих фактів, які погано узгоджуються з ізотропністю й однорідністю спостережуваного Всесвіту: наявність переважного напрямку обертання галактик, неоднорідності в розподілі галактик на найбільших доступних масштабах.

### Теорія й релігія
22 листопада 1951 року Папа Римський Пій XII оголосив, що теорія Великого вибуху не суперечить католицьким уявленням про створення світу. Консервативні протестантські християнські конфесії також вітали теорію Великого Вибуху як таку, що підтримує історичну інтерпретацію вчення про творіння. Деякі мусульмани стали вказувати на те, що в Корані є згадки Великого вибуху. Згідно з індуїстським вченням, у світу немає початку та кінця, він розвивається циклічно, проте в «Енциклопедії індуїзму» зазначається, що теорія нагадує, що все відбулося волею Брахмана, який «менший від атома, але більший від найбільшого також».

## Інтернет-ресурси
- Теорія Великого вибуху "ДО" і "ПІСЛЯ". Чи було щось до Великого вибуху?